# General manager
 General manager även kallat GM, är en beskrivande term för vissa chefer i en verksamhet. Det är också en formell titel som innehas av vissa företagsledare, vanligast i servering- och butiksmiljöer. General manager är även en titel som förekommer inom främst nordamerikanskt sportsammanhang. Ett lags general manager är ansvarig för bland annat spelarövergångar och kontraktsförhandlingar.
General Manager är också den internationella benämningen för Hotelldirektör. Allt vanligare även bland större svenska hotellkedjor.